# 奧貢電鯰
奧貢電鯰為輻鰭魚綱鯰形目電鯰科的其中一種，分布於非洲喀麥隆至加彭的淡水流域，體長可達21.5公分，生活在底中層水域，屬肉食性，具有發電器官，生活習性不明。

## 擴展閱讀
維基物種上的相關：奧貢電鯰